# Horzwin
Horzwin (ukr. Горзвин) – wieś położona na Ukrainie, w rejonie łuckim, w obwodzie wołyńskim, w 2001 r. liczyła 294 mieszkańców.